# マーチ・86B

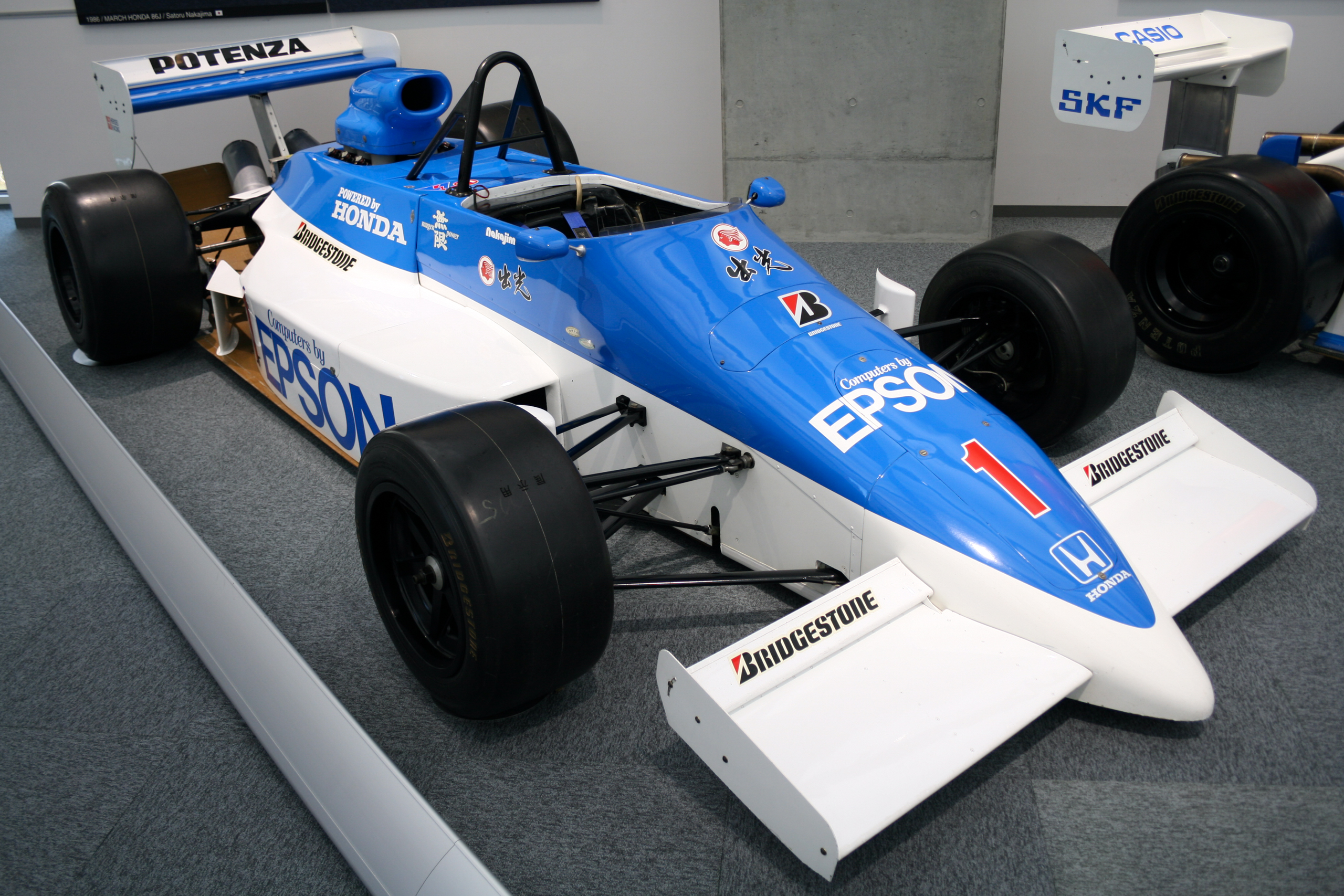
マーチ・86J（全日本F2選手権仕様、中嶋悟車）

マーチ・86B（March 86B）は、イギリスのマーチ・エンジニアリングが1986年のフォーミュラ3000 (F3000) 用に設計・開発・製造されたフォーミュラカーである。
日本では86Jというシャシー名で1986年の全日本F2選手権で使用された。